# Anigraea ochrobasis
Anigraea ochrobasis là một loài bướm đêm trong họ Noctuidae.